# Stictopleurus abutilon
Stictopleurus abutilon är en insektsart som först beskrevs av Rossi 1790.  Stictopleurus abutilon ingår i släktet Stictopleurus, och familjen smalkantskinnbaggar. Arten är reproducerande i Sverige.

## Bildgalleri

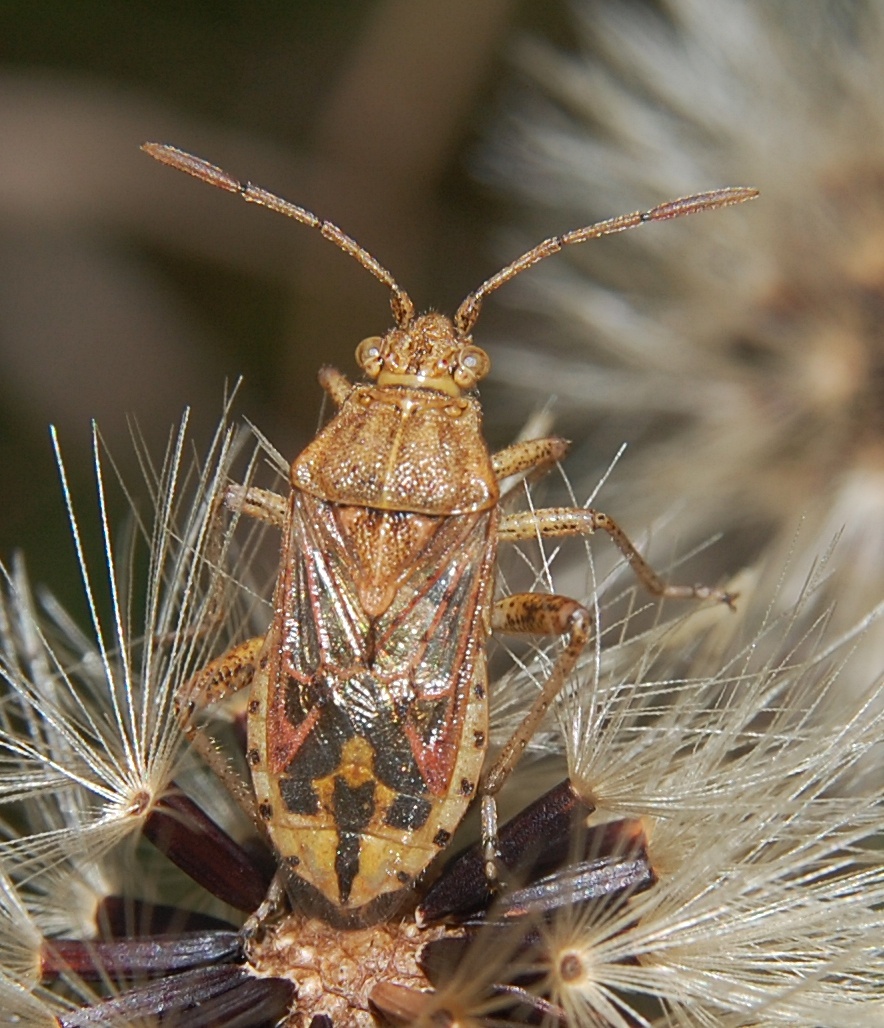
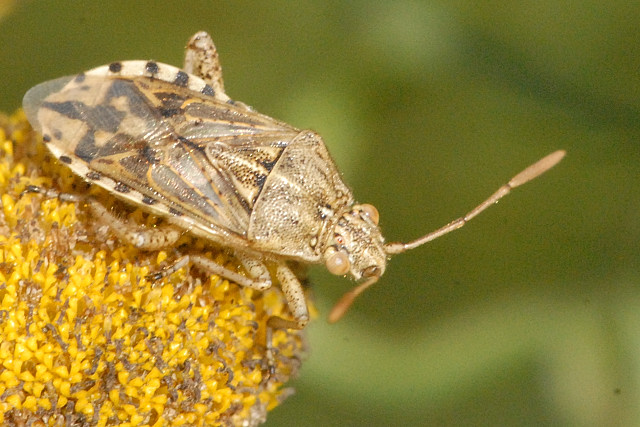
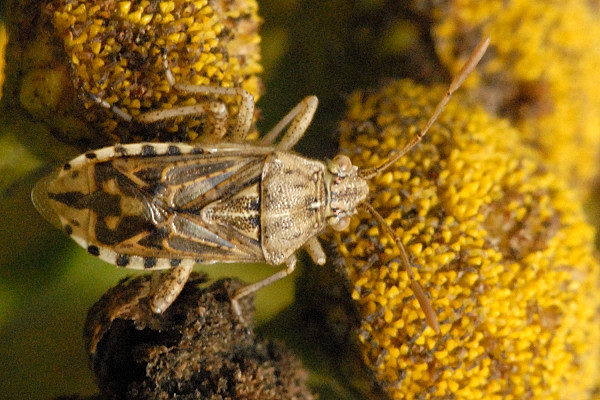